# André Albertin
Pour les articles homonymes, voir Albertin.
André Albert Albertin, né le 4 juin 1867 à Grenoble, mort le 20 octobre 1933 à Grenoble est un peintre français.

## Biographie
Il fut élève de son père, d'Alexis-Paul Pachot d'Arzac, de Laurent Guétal et de Ernest Victor Hareux. Il donnait des leçons en plein air dans certains quartiers de Grenoble à un public nombreux. Il fut aussi journaliste et critique d'art (dans la République de l'Isère) sous le pseudonyme d'André Lefravres nc ou de Luc, défendant un art plutôt académique. Il expose aux Salons de Paris de 1895, 1896 et 1899.

## Son œuvre
Il fut avant tout un peintre paysagiste. Ses sujets de prédilection étaient les paysages dauphinois, avec des dons de coloriste. Il fut aussi illustrateur de livres.